# ヨーグルッペ
ヨーグルッペ（英: Yoghurppe）は、宮崎県都城市にある南日本酪農協同（デーリィ）ならびにグループ企業で北海道日高町にある北海道日高乳業が販売している乳酸菌飲料である。

## 概要
1985年に発売。霧島山麓で育った牛の生乳を、ドイツから輸入したビフィズス菌・アシドフィルス菌・サーモフィルス菌で乳酸発酵させた飲料。名前は社内公募によりつけられた。南九州を代表する飲み物となっている。北海道日高乳業でも同名で販売しているが、パッケージや北海道の生乳を使用するところが異なっている。
通常の乳酸菌飲料と違い、コーヒー牛乳のような淡褐色が特徴である。そのため、「品質に影響はありません」という注意書きが存在する。

## 販売先
ヨーグルッペは、多層の滅菌包装により常温を超えない温度で3ヶ月ほど保存可能なため、遠隔地や離島での販売も容易な特徴があり、台風による船の欠航や停電の影響も受けにくいため鹿児島県の奄美群島などの離島でも都城工場製のものが広く販売されている。また、関東地方や近畿地方でも個別のスーパーマーケットチェーンや駅売店などで常時販売していたり、九州や北海道物産展などの催事で販売される例がある。

## 全国進出
発売当初は主に南九州地区（宮崎県・鹿児島県・熊本県南部）で販売されていた。アニメーション映画『秒速5センチメートル』や漫画『べるぜバブ』等に登場したため、全国的に知名度が上がった。現在では、デーリィや高千穂牧場のオンラインショップ、宮崎県のアンテナショップである「新宿みやざき館KONNE」、ヨドバシカメラなどでの全国販売もされている。
関東地区では、2011年3月11日に発生した東日本大震災（東北地方太平洋沖地震）により、明治（旧：明治乳業）の一部の工場が操業停止となり、出荷量が激減した際に、代替としてヨーグルッペがファミリーマートに並ぶようになった。
南九州のローカル商品とはいえ、日本全国のスーパーで入荷することが多々ある製品である。

## 栄養成分
いずれも200mLあたり。
- エネルギー：120kcal
- タンパク質：2.2g
- 脂質：0.2g
- 炭水化物：27.4g
- ナトリウム：36mg
- カルシウム：84mg

## 商品ラインナップ
- パッケージ
  - 1000ml紙パック
  - 200ml紙パック
  - 290gボトル缶
  - 500mlペットボトル
- 味（一部期間限定）
  - りんご
  - マンゴー
  - ブドウ
  - パイナップル
  - サワーメロン